# John Conroy
John Ponsonby Conroy (1786-1854) fue un oficial del ejército británico que ejerció como administrador de la duquesa de Kent y su hija, la futura reina Victoria del Reino Unido.
Conroy nació en Gales de padres irlandeses, y tras ir escalando puestos en el mundo militar, se convirtió en caballerizo del príncipe Eduardo de Kent en 1817. Eduardo murió dos años después, dejando viuda y una hija de corta edad. Al convertirse en administrador de la casa de la duquesa de Kent durante los siguientes 19 años, Conroy también actuó como confidente y agente político, entre otras funciones. Junto con la duquesa diseñó el sistema Kensington, un elaborado y estricto sistema de reglas para la educación de la joven Victoria, encaminadas a hacerla débil y dependiente de ellos, con lo que ambos esperaban ejercer un gran poder a través de la joven.
La princesa Victoria terminó odiando a Conroy a causa de este opresivo sistema, y también se hizo muy impopular entre la familia real británica. Sus esfuerzos por colocar a la duquesa en el papel de regente fracasaron, y Victoria ascendió al trono al llegar a la mayoría de edad en 1837. Conroy fue inmediatamente expulsado de la casa de Victoria, aunque siguió al servicio de la duquesa de Kent durante varios años más. Tras concedérsele una pensión y el nombramiento de baronet, Conroy se retiró a su hacienda cerca de Reading (Berkshire) en 1842 y murió considerablemente endeudado doce años después.
Con diferentes grados de opiniones positivas y negativas, los historiadores se refieren a Conroy como una persona de fuerte ambición. Durante su vida e incluso tras su muerte, circularon rumores de que era el amante de la duquesa de Kent. La reina Victoria quedó consternada al enterarse, declarando que su madre debería haberlo evitado por decoro.

## Infancia y juventud
Conroy nació el 21 de octubre de 1786 en Maes-y-castell, Caerhun, (Caernarvonshire, Gales). Fue uno de los seis hijos de John Ponsonby Conroy y Margaret Wilson, ambos irlandeses. Su padre era abogado, y el joven Conroy recibió una educación privada en Dublín. El 8 de septiembre de 1803 fue nombrado subteniente de la Artillería Real y el 12 de septiembre fue ascendido a teniente. En 1805, Conroy se matriculó en la Real Academia Militar de Woolwich. Hizo carrera durante las Guerras Napoleónicas, aunque su capacidad para evitar las batallas le recabó el desprecio de otros oficiales. Conroy no participó en la Guerra de la Independencia Española ni en la campaña de Waterloo.
Su matrimonio con Elizabeth Fisher, el 26 de diciembre de 1808 en Dublín le facilitó el ascenso en la jerarquía militar, aunque no tan rápidamente como Conroy creía merecer. Elizabeth era hija del coronel Benjamin Fisher, junto al que Conroy sirvió en Irlanda e Inglaterra mientras ejercía diversas funciones administrativas. El 13 de marzo de 1811 obtuvo el grado de capitán y fue nombrado asistente del Cuerpo de Artilleros el 11 de marzo de 1817.
El matrimonio tuvo seis hijos:
- Sir Edward Conroy, II baronet (1809 – 1869), casó con lady Alice Parsons, hija de Laurence Parsons, II conde de Rosse.[9] Fueron los padres del químico analítico John Conroy.
- Elizabeth Jane Conroy (1811–1855)
- Arthur Benjamin Conroy (1813–1817)
- Stephen Rowley Conroy (1815 – 1841)
- Henry George Conroy (1817 – 1890)
- Victoria Maria Louisa Conroy (1819 – 1866)

## Trabajo con los duques de Kent

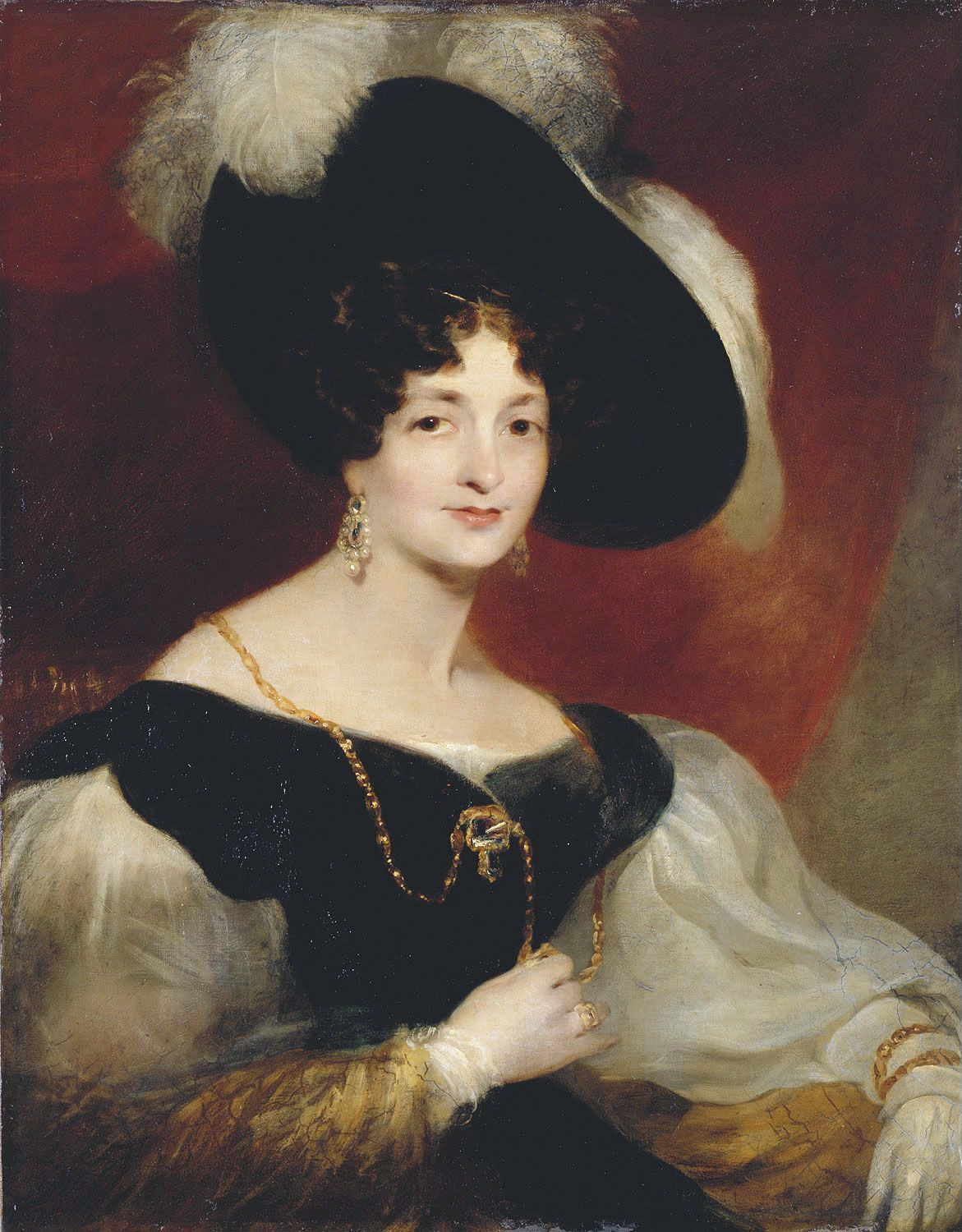
La relación de Conroy con la duquesa de Kent (en el retrato) estuvo cuajada de rumores de que eran amantes.

Por medio de John Fisher, tío de su mujer, el duque de Kent, hijo de Jorge III conoció a Conroy, que fue nombrado caballerizo en 1817, poco antes de la boda del duque con la princesa Victoria de Sajonia-Coburgo-Saalfeld. Organizador eficiente, la planificación de Conroy aseguró la precipitada vuelta de los duques a Inglaterra a tiempo para el nacimiento de su hija. Alejandrina Victoria, la futura reina Victoria del Reino Unido.
Aunque Eduardo de Kent había prometido a Conroy avances en su carrera, seguía siendo capitán cuando el duque murió en 1820. No obstante, fue nombrado albacea testamentario del duque, aunque no consiguió persuadir al moribundo de que lo nombrara tutor de Victoria. Consciente de su urgente necesidad de encontrar otra fuente de ingresos, Conroy ofreció sus servicios como auditor a la duquesa viuda y a su hija. La lengua nativa de Conroy era de gran utilidad para la duquesa, que no hablaba inglés fluido. En 1822, Conroy se retiró del servicio militar activo.

### El sistema Kensington
Puesto que se encontraban juntos en un entorno hostil, la relación de Conroy con la duquesa fue muy estrecha, actuando él como administrador y secretario privado durante los siguientes 19 años, además de ejercer oficiosamente como relaciones públicas, consejero, confidente y agente político. No está claro cuál de los dos tuvo mayor responsabilidad en la elaboración del sistema Kensington, creado para dirigir la educación de la joven Victoria. Este conjunto de normas regulaba todas y cada una de las facetas de la vida de la princesa, manteniéndola prácticamente aislada, con el objetivo de debilitarla y hacerla dependiente de su madre y de Conroy. Su intención era colocar a la duquesa de regente tras la subida al trono de Victoria, previsiblemente siendo muy joven, y que Conroy fuera nombrado secretario privado de la reina y se le concediera un título nobiliario. Consciente de las razones por las que el rey Jorge IV era tan impopular, Conroy promovió una imagen pública de la duquesa como mujer de gran modestia, pureza y decoro, mientras acrecentaba su paranoia contra la familia real británica, y en particular contra el duque de Cumberland.
La princesa Victoria no tardó en aborrecer a Conroy, que la intimidaba e insultaba, burlándose de sus frugales costumbres. Ciertos historiadores han conjeturado que el arrogante comportamiento de Conroy hacia Victoria podría haber surgido de su sospecha de que su esposa, Elizabeth, era hija ilegítima del duque de Kent. Aunque este rumor fue desmentido, la gran ambición de Conroy procedería de su convencimiento de estar relacionado con la aristocracia. Conroy también creía descender de la monarquía de Irlanda, lo que alimentaba aún más su ambición. Fueran cuales fueran sus delirios de grandeza, Conroy pertenecía a la clase media y dejó claro el creciente poder de este grupo en la sociedad británica.
Conroy aisló de forma muy efectiva a Victoria de cualquiera que no fueran sus familiares más próximos, y le prohibió estrechar lazos con otros parientes. El aislamiento forzoso significó que los únicos compañeros de su edad a los que frecuentó fueron las hijas de Conroy, entre ellas Victoria Conroy, unos meses mayor que la propia princesa. La niña dependía de su institutriz Louise Lehzen, que la defendía de las maquinaciones de Conroy. Al ir creciendo, Conroy y la duquesa intentaron echar a Lehzen en varias ocasiones, o al menos reducir su influencia, aunque sin éxito, ya que la relación de la princesa y su institutriz se hizo aún más estrecha, como evidencian sus diarios.
Al principio de su estancia en el palacio de Kensington, Conroy se esforzó en estrechar lazos con la princesa Sofía, hermana de Jorge IV, que también residía en el palacio. Descrita por Christopher Hibbert como «una mujer impresionable y mentalmente inestable», Conroy tuvo pocas dificultades en persuadirla de que le dejara controlar sus finanzas. A cambio de introducir a Sofía en el círculo social de la duquesa, la princesa informaba a Conroy de lo que sucedía en el palacio de St. James y en el de Kensington cuando él se encontraba ausente.

### Victoria, heredera presuntiva

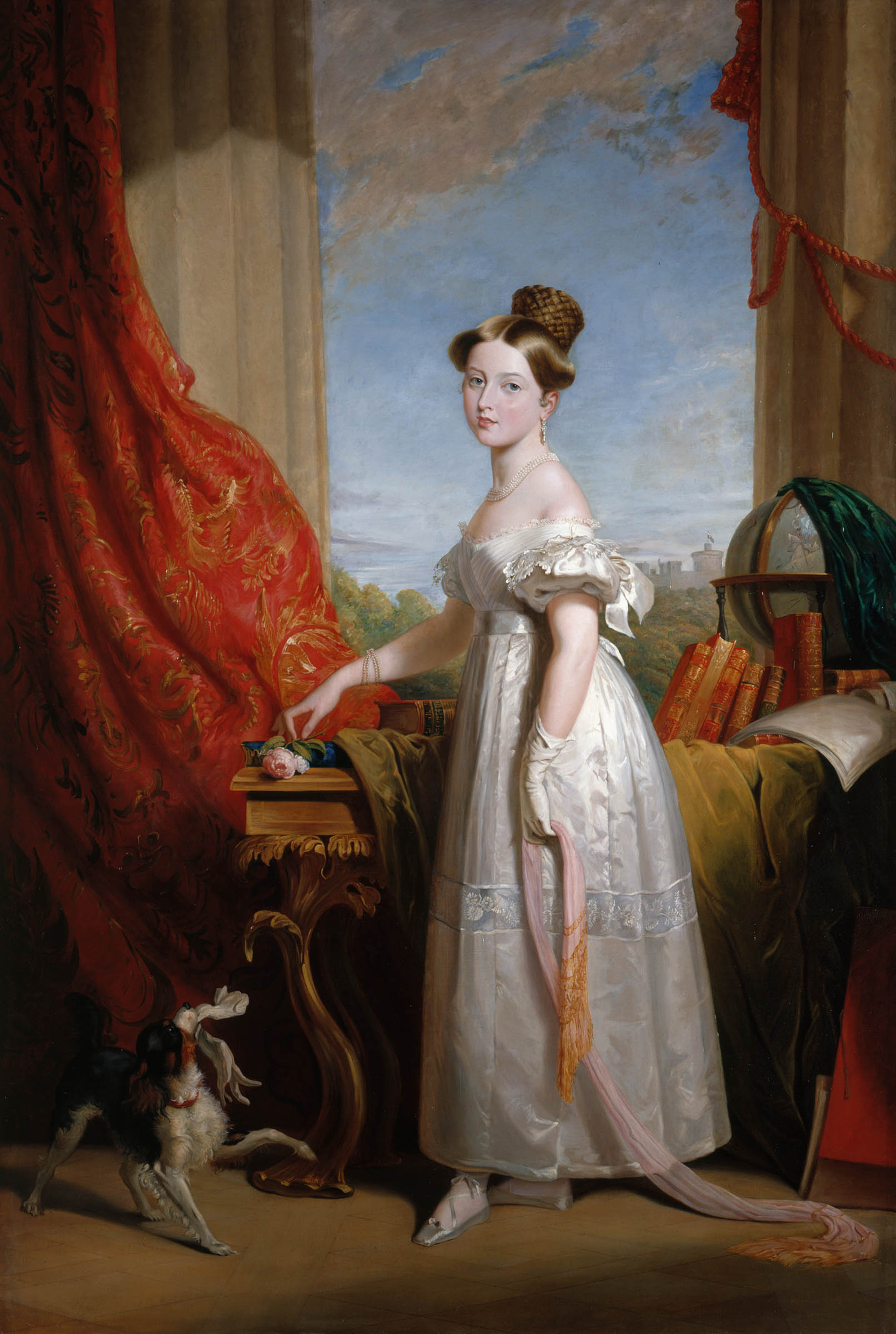
La princesa Victoria en 1833. Creció bajo el opresivo sistema Kensington, ideado por su madre y Conroy.

En 1827 murió el duque de York, convirtiendo al duque de Clarence en heredero presuntivo, con lo que Victoria quedó en el segundo puesto de la línea sucesoria. Conroy se quejó de que la princesa no debía estar rodeada de plebeyos, induciendo al rey Jorge IV a nombrarlo caballero de la Orden Real Güélfica. La duquesa y Conroy siguieron siendo impopulares entre la familia real –el duque de Clarence se refería a Conroy como el «rey John»–, y en 1829, el duque de Cumberland propagó el rumor de que eran amantes con la intención de desacreditarlos, al tiempo que la duquesa de Clarence escribía a la duquesa de Kent para advertirle de que se estaba aislando demasiado de la familia real y aconsejarle que no cediera demasiado poder a Conroy.
El duque de Clarence se convirtió en el rey Guillermo IV en 1830, con lo que Conroy se sintió muy seguro en su puesto. La duquesa impidió a Victoria asistir a la coronación de Guillermo por un desacuerdo sobre la precedencia, decisión que el duque de Wellington atribuyó a Conroy. Para entonces, Victoria ya tenía claro que era la sucesora al trono. Los nuevos reyes intentaron conseguir la custodia de su sobrina, pero Conroy alegó que Victoria no debía «mancharse» del ambiente moral de la corte. Conroy reforzó la idea de que madre e hija no debían separarse, y siguió promoviendo la virtud de la duquesa para mostrarla como una regente adecuada.
Tanto detestaba el rey Guillermo a la duquesa y a Conroy que juró esperar a la mayoría de edad de Victoria para morir, simplemente para evitar una regencia. En 1831, el año de la coronación de Guillermo, Conroy y la duquesa emprendieron una serie de viajes reales con Victoria para exhibirla ante la gente y reforzar su posición como regentes potenciales. En uno de ellos, la Universidad de Oxford le concedió un doctorado honorario a Conroy. Los esfuerzos de ambos terminaron por tener éxito, y en noviembre de 1831, la duquesa fue nombrada regente única en caso de que Victoria accediera al trono durante su minoría de edad, mientras que Conroy podía considerarse el más cercano consejero de la duquesa y su hija.
Conscientes de la creciente improbabilidad de una regencia, Conroy y la duquesa comenzaron a atribuir públicamente a Victoria una imagen de chica «simple, frívola y tonta» necesitada de orientación. Al tiempo que incrementaban su acoso a la princesa, apuntaban implícitamente que Victoria deseaba una regencia incluso aunque fuera mayor de edad cuando accediera al trono. Se prohibió a la joven estar a solas con su querida institutriz Lehzen, debían acompañarla la dama de la duquesa, lady Flora Hastings, o una de las hermanas de Conroy, nombradas damas de compañía.
En 1835, Victoria enfermó gravemente de fiebre tifoidea en el último de los viajes reales. Aprovechándose de su debilidad, la duquesa y Conroy intentaron infructuosamente forzarla a firmar un documento en el que nombraba a Conroy secretario personal a partir del momento en que fuera reina. Victoria salió del incidente más determinada que nunca a ser independiente. Su creciente intransigencia alarmó a la duquesa, que encargó al barón Stockmar, consejero de la familia, que investigase, y este recomendó a la duquesa que prescindiera de Conroy e hiciera las paces con su hija. Pero a Conroy no le costó nada convencer a la duquesa de que ignorase los consejos de Stockmar. Incluso después del 18.° cumpleaños de Victoria, el 24 de mayo de 1837, Conroy siguió presionándola para que lo nombrase secretario privado o reconociera la necesidad de tener una regencia hasta cumplir 21 años.

### Victoria en el poder

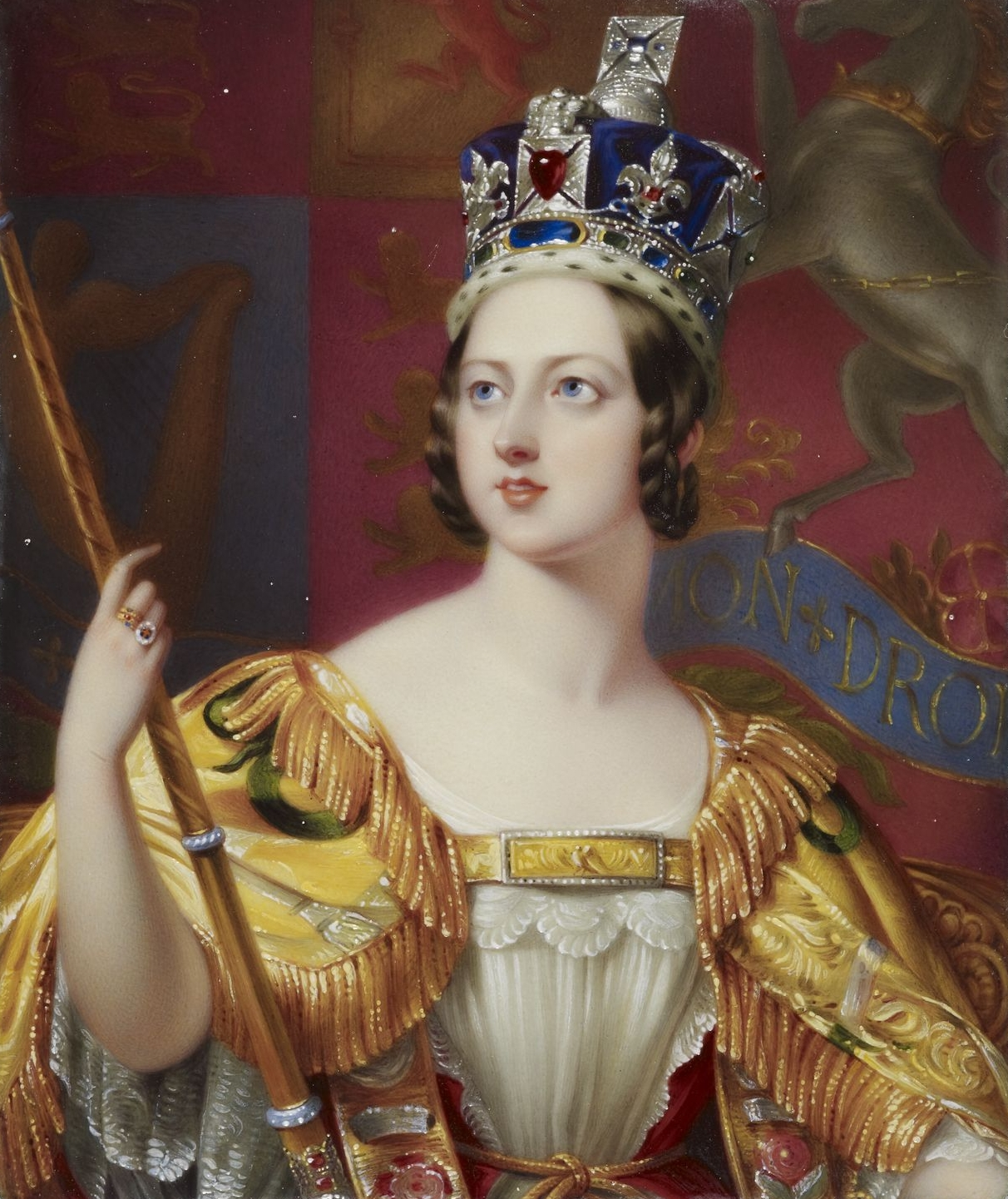
La ascensión de Victoria al trono en 1837 provocó la expulsión de Conroy de la casa de la reina

El rey murió pocas semanas después del 18.° cumpleaños de Victoria y ella se convirtió en reina. Conroy fue el protagonista de numerosas discusiones entre Victoria y Stockmar el primer día de su reinado. Al mismo tiempo, Conroy creó una lista de demandas para Stockmar, con la intención de que se las pasara al primer ministro, lord Melbourne. Conroy exigía «una pensión anual de 3000 libras, la Gran Cruz de la Orden del Baño, un título nobiliario y un puesto en el consejo privado. Victoria dejó las negociaciones en manos de Melbourne, que accedió a la mayor parte de sus peticiones, probablemente para evitar un escándalo. Por consejo de Melbourne, a Conroy se le concedió el título de baronet y la pensión que había solicitado. Esto no satisfizo a Conroy que durante los años siguientes continuó pidiendo a Victoria un título nobiliario irlandés, peticiones que fueron rechazadas, ya que un título le hubiera permitido acceder a la corte.
Uno de los primeros actos de Victoria como reina fue despedir a Conroy de su casa, aunque no pudo despedirlo también de la de su madre. Se esperaba que la reina, al ser una joven soltera, siguiera viviendo con su madre, aunque relegó a la duquesa y a Conroy a unos remotos apartamentos del palacio de Buckingham, cortando el contacto personal con ellos. La duquesa insistió en que se aceptara a Conroy y a su familia en la corte, a lo que Victoria se negó, recordándole su comportamiento con ella durante años. En 1839, el duque de Wellington convenció a Conroy de que dejara la casa de la duquesa y se instalara con su familia en el continente, en un exilio de hecho. Ese año circularon rumores de que la soltera lady Flora Hastings, cuyo abdomen había crecido de forma anormal, estaba embarazada de Conroy, aunque una investigación posterior concluyó que era virgen; lady Flora murió de cáncer hepático unos meses después. La implicación de Victoria en la difusión de este rumor, junto con la crisis de las damas de cámara, dañó la reputación de la reina.
En 1842, Conroy se instaló con su familia en Arborfield Hall, cerca de Reading (Berkshire), y se convirtió en terrateniente, llegando a ganar premios por la excelencia de sus cerdos. Fundó la Milicia Montgomery en 1849. A pesar de sus pensiones, y de sus propiedades y minas de plomo en Gales, Conroy estaba cargado de deudas cuando murió en Arborfield, el 2 de marzo de 1854. Tras su fallecimiento, la duquesa de Kent accedió a revisar sus finanzas, reconociendo que habían desaparecido considerables cantidades de dinero, lo que le hizo admitir que Conroy le había estafado durante años, al tiempo que dañaba su relación con Victoria en su propio beneficio. Tras estos hechos, se produjo un acercamiento entre madre e hija.

#### Finanzas de la princesa Sofía
Los considerables ingresos de la princesa Sofía, provenientes de la lista civil, permitieron a Conroy disfrutar de un estilo de vida acomodado. La princesa murió en 1848, dejando solo algo más de 1 600 libras esterlinas en sus cuentas corrientes, a pesar de llevar una vida sobria y frugal. El duque de Cambridge y la duquesa de Gloucester le exigieron a Conroy las cuentas del resto del dinero por medio de un abogado, pero él ignoró la petición. Según Flora Fraser, la biógrafa más reciente de las hijas de Jorge III, la princesa Sofía había gastado ingentes sumas en Conroy, incluyendo fuertes contribuciones en las compras de sus residencias y en el mantenimiento de su familia al nivel que él juzgaba adecuado para su posición.
En 1850, el nuevo auditor de la duquesa de Kent, sir George Couper, estudió las viejas cuentas, encontrando grandes discrepancias. No se habían guardado registros de su casa o gastos personales desde 1829, ni de las casi 50 000 libras que la duquesa había recibido de su hermano, el rey Leopoldo de Bélgica, ni de otras 10 000 que le había dado Guillermo IV.

## Historiografía
Después de su muerte en 1854, The Times publicó un favorable obituario en el que se decía que «el nombre, persona y carácter de sir John Conroy son tan bien conocidos, y en muchos aspectos, de forma tan favorable en la sociedad inglesa, que no tenemos duda alguna de que el anuncio de su fallecimiento será recibido con un general sentimiento de pesar». El artículo resumía brevemente su vida, y alababa a Conroy por su «considerable sagacidad, no poco conocimiento de la naturaleza humana y gran atractivo», además de «estar dedicado con gran celo y asiduidad» a miembros de la familia real.
Descrito en su propia época como un «tipo ridículo», Conroy no es objeto de opiniones positivas más recientes. El historiador Christopher Hibbert escribe que Conroy era un «hombre atractivo de encanto insinuante, alto, de gran porte, vanidoso, inteligente, falto de escrúpulos, plausible y ambicioso sin límites». La historiadora contemporánea Gillian Gill describe a Conroy como «un aventurero de carrera, manipulador experto e intransigente doméstico» que llegó a Inglaterra con «pocos medios, cierta habilidad y una inmensa ambición». Elizabeth Longford escribió que «no era el archivillano que Victoria pintó, sino una víctima de su propia ambición desorbitada».

### Supuesto amante de la duquesa
La relación de Conroy con la Duquesa dio lugar a especulación antes y después de su muerte en 1854. Cuando le preguntaron al duque de Wellington si la duquesa y Conroy eran amantes, respondió «supongo que sí». En agosto de 1839, Wellington comentó al cronista de la corte Charles Greville, que Victoria, a los diez años, había sorprendido a su madre y Conroy en actitud de gran «familiaridad». Victoria se lo contó a su institutriz, la baronesa Lehzen, que a su vez se lo dijo a la señora de Spaeth, una de las damas de compañía de la duquesa. Spaeth preguntó abiertamente a la duquesa sobre su relación, lo que causó su despido fulminante. Todo este asunto fue registrado por Greville, y sus crónicas han conducido a la creencia que la duquesa y Conroy eran amantes. Muchos años después, la reina Victoria quedó horrorizada al enterarse de que mucha gente creía que su madre y Conroy habían sido amantes, y afirmó que el sentido del decoro de la duquesa no lo habría permitido.

### Rumores sobre la paternidad de la reina Victoria

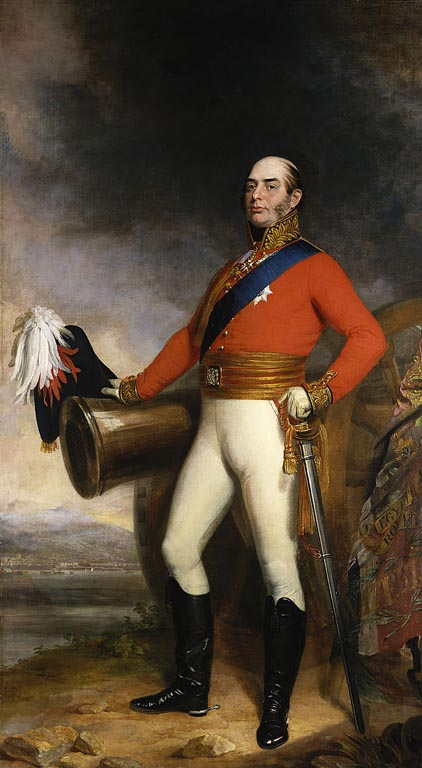
La paternidad de Victoria ha sido objeto de debate, con numerosos candidatos, desde el duque de Kent (en la imagen) a John Conroy

Durante la vida de Victoria y tras su muerte en 1901 hubo rumores de que su padre biológico no era el duque de Kent, sino Conroy o algún otro, tesis cuya veracidad siguen debatiendo los historiadores. El biógrafo A. N. Wilson, en su libro The Victorians, de 2003, sugiere que Victoria no descendía realmente de Jorge III porque varios de sus descendientes padecieron hemofilia, una enfermedad desconocida en la familia real británica hasta entonces. La hemofilia es una dolencia genética que afecta a la coagulación de la sangre, provocando que las hemorragias se prolonguen al no taponarse los vasos sanguíneos rotos. La hemofilia se transmite por vía femenina, pero los síntomas se suelen presentar en los hombres. Wilson afirma que la duquesa de Kent tomó un amante (que podría no haber sido Conroy) para asegurar que un Coburgo se sentara en el trono británico.
De manera similar, el historiador médico W. T. W. Potts cree posible que la duquesa tomara un amante por las presiones de su hermano Leopoldo. Potts cita la rareza de las mutaciones genéticas como prueba, además de las «extraordinarias» circunstancias que rodearon la concepción de Victoria. Potts no menciona específicamente a Conroy, solo sostiene que el padre de la princesa habría sido hemofílico él mismo, o habría tenido el gen mutado
Se sabe que la hemofilia B surge espontáneamente en los hijos de padres de edad avanzada, y el padre de Victoria tenía 51 años cuando ella nació. Nicholas Wright Gillham propone que la mutación hemofílica podría haberse producido en Victoria o en el duque de Kent. Gillian Gill y su hijo Christopher, especialista en enfermedades infecciosas, también consideran que una mutación genética es la opción más probable. Gillian Gill escribe que «en estos últimos años, a algunos historiadores les resulta atractivo» dudar de la paternidad oficial de Victoria porque una mutación aleatoria es «una solución poco excitante». Helen Rappaport coincide, sosteniendo que la explicación «mejor y más lógica» es que la hemofilia apareció por primera vez en Victoria como mutación. 
Alan Rushton añade que en la casa de la recién casada duquesa de Kent no se sabe de nadie que sufriera hemofilia, incluido Conroy, y que su probable conocimiento de los escándalos que rodeaban a Carolina de Brunswick y a Carolina Matilde de Gran Bretaña la hubiera disuadido de tomar amantes. Además, se decía que la princesa Victoria tenía un gran parecido físico con su padre y su abuelo Jorge III cuando nació.
Hay pruebas de que algunos de los descendientes de Victoria sufrían una leve porfiria, entre ellos la princesa Feodora de Sajonia-Meiningen. Esta enfermedad podría haber afectado al abuelo de Victoria, Jorge III, y sería una prueba a favor de la legitimidad de su nacimiento. Existe documentación fiable que afirma que uno de sus tataranietos, el príncipe Guillermo de Gloucester, fue diagnosticado de esta enfermedad poco antes de su muerte en un accidente de aviación. Se podrían conseguir pruebas concretas de la paternidad de Victoria y el origen de la hemofilia realizando un análisis de ADN de los restos de sus padres, pero la familia real británica nunca ha autorizado un análisis de este tipo.

## Conroy en la cultura popular
Conroy ha sido representado en numerosas ocasiones en el cine y la televisión. En La reina Victoria (1937), de Herbert Wilcox, se retrata a Conroy como un «personaje adulador» que no se desarrolla plenamente en la película. En The Story of Vickie, (1954) representó su personaje Stefan Skodler, y Herbert Hübner lo hizo en Mädchenjahre einer Königin (1936).  Patrick Malahide fue Conroy en la serie de televisión Victoria & Albert, de 2001, que describe las primeras influencias de Victoria. El actor británico Mark Strong repesentó a Conroy en la película The Young Victoria (2009). La película presenta a Conroy como un pseudopadre maniático y controlador para la joven Victoria durante el año que precedió su ascensión al trono, llegando al punto de agredir a la princesa en dos ocasiones. En este film también se relata su expulsión de la casa de la reina Victoria.
Conroy también aparece en numerosas novelas de ficción histórica sobre la reina Victoria. Eleanor Hibbert publicó en los años 70 y 80 bajo los seudónimos de Jean Plaidy y Eleanor Burford una serie de novelas, entre ellas,The Captive of Kensington Palace (1972), («La cautiva del palacio de Kensington»), The Queen and Lord M (1973) («La reina y lord M») y Victoria Victorious: The Story of Queen Victoria (1985). («Victoria Victorious: La historia de la reina Victoria»). A. E. Moorat publicó la parodia Queen Victoria: Demon Hunter. («La reina Victoria: Cazadora de demonios») en 2009.

## Títulos, órdenes y empleos

### Títulos
- 21 de octubre de 1786 - 13 de marzo de 1811: John Ponsonby Conroy, Esq.[97]
- 8 de septiembre de 1803 - 13 de marzo de 1811: Lt. John Ponsonby Conroy.[97]
- 13 de marzo de 1811 - 7 de julio de 1837: Capt. John Ponsonby Conroy.[97]
- 7 de julio de 1837 - 2 de marzo de 1854: Sir John Ponsonby Conroy, 1st Baronet (de Llambrynmair, en el condado de Montgomery), KCH.)[97]

### Órdenes
- Caballero Comendador de la Orden Real Güélfica. (KCH). (1827, Reino de Hannover)[98][97]
- Caballero Gran Cruz de la Orden de la Casa Ernestina de Sajonia. (Ducados de Sajonia-Coburgo-Gotha, de Sajonia-Meiningen y de Sajonia-Altenburgo)[97]
- Caballero Gran Cruz de la Orden de San Benito de Avís. (GCA) (Reino de Portugal)[97]
- Caballero Comendador de la Orden de la Torre y la Espada. (ComTE) (Reino de Portugal)[97]

### Empleos
- Intendente de la Casa de S.A.R. la Duquesa de Kent. (D.C.L. Comptroller of the Household of H.R.H. the Duchess of Kent.)